# Brösen Glesien und Tannenwald
Brösen Glesien und Tannenwald este o arie protejată (arie specială de conservare — SAC, sit de importanță comunitară — SCI) din Germania întinsă pe o suprafață de 138 ha, integral pe uscat.

## Localizare
Centrul sitului Brösen Glesien und Tannenwald este situat la coordonatele 51°24′12″N 12°19′29″E / 51.4033°N 12.3247°E.

## Înființare
Situl Brösen Glesien und Tannenwald a fost declarat sit de importanță comunitară în iunie 2002 pentru a proteja 2 specii de animale. Situl a fost protejat și ca arie specială de conservare în aprilie 2011.

## Biodiversitate
Situată în ecoregiunea continentală, aria protejată conține 1 habitat natural: Păduri de stejar sau de stejar și carpen sub-atlantice și medio-europene de Carpinion betuli.
La baza desemnării sitului se află mai multe specii protejate:
- amfibieni (1): triton cu creastă (Triturus cristatus)
- mamifere (1): liliac comun (Myotis myotis)